# Demanda agregada
En economia, la demanda agregada és la demanda total de béns i serveis en una economia (Y) en un moment donat i a un nivell de preus determinat. També es pot definir com la demanda del producte interior brut d'un país quan els nivells d'estoc no han variat. Sovint s'anomena demanda efectiva o s'abrevia fent servir les sigles angleses, AD. En un gràfic on es representi la demanda general d'oferta agregada, la corba de la demanda agregada (AD) s'inclina cap avall, indicant que com més puja la producció, més baixen els preus.

## Components
La corba de la demanda agregada és la suma de les corbes de demanda individuals de diferents sectors de l'economia. La demanda agregada se sol descriure com la suma lineal de quatre fonts de demanda diferents.
{\displaystyle Yd=C+I+G+(X-M)\ }
on
- {\displaystyle C\ } és el consum = ac + bc*(Y - T),
- {\displaystyle I\ } és la inversió,
- {\displaystyle G\ } és la despesa del govern,
- {\displaystyle NX=X-M\ } és l'exportació neta,
  - {\displaystyle X\ } és el total de les exportacions, i
  - {\displaystyle M\ } és el total de les importacions = am + bm*(Y - T),.

Aquests quatre grans grups, dels quals es pot fer constar tant el valor nominal com el valor real, són:
- despeses del consum personal ({\displaystyle C}) o consum, que és la demanda de les llars i de les persones individuals; el seu valor es determina amb la funció del consum. La funció del consum és {\displaystyle C=a+(mpc)(Y-T)},

- en què {\displaystyle a} és el consum autònom; {\displaystyle mpc} és la propensió marginal al consum, i {\displaystyle (Y-T)} són els ingressos disponibles.

- El valor brut de la inversió privada nacional ({\displaystyle I}), que inclou, per exemple, la despesa de les empreses en la construcció de fàbriques. Aquest concepte inclou tota la despesa del sector privat dirigida a la producció de futurs béns de consum.

- En l'economia keynesiana, no tot el valor brut de la inversió privada nacional compta com a demanda agregada. Bona part de la inversió en inventaris pot ser deguda a una demanda excessivament baixa (acumulació d'inventaris no planificada o sobreproducció general). El model keynesià pronostica que quan hi ha inversions no planificades hi haurà un descens en la producció i els ingressos nacionals. (L'acumulació d'inventari correspondria a un excés d'oferta de producte; en la comptabilitat nacional es considera una compra feta pel productor.) Així doncs, només es compta com a part de la demanda agregada aquella part de la inversió planificada o planejada o desitjada (Ip). (Per tant, {\displaystyle I} no inclou la inversió dedicada a incrementar o reduir els nivells dels inventaris.)

- - La inversió és afectada per la sortida i per la taxa d'interès (i). En conseqüència, podem escriure-ho com I(Y, i). La inversió té una relació positiva amb la sortida i una relació negativa amb la taxa d'interès. Per exemple, quan Y creix, la inversió decreix.

- despesa del govern (G).
- exportacions netes (NX = (X-M)), demanda exterior de producció del país.